# Нови диви
Нови диви е движение в изкуството на 1980-те години в Германия и Австрия, проява на течението постмодернизъм.
Под това понятие обикновено се обобщават някои от водещите германски и австрийски художници за периода.
„Новите диви“ са част от по-обща тенденция в изобразителното изкуство по онова време, която пледира за връщане към предметност и фигуративност след крайностите на по-умозрителните стилове, доминирали германското и австрийското изкуство през предхождащите десетилетия, като напр. безпредметната живопис, минимализма и т.н.
Кореспондиращо явление и донякъде негов предшественик е италианският трансавангард.
Терминът „Нови диви“ е използван за пръв път от аахенския историк на изкуството Волфганг Бекер.

## Представители
Списъкът на някои от най-известните представители на „Нови диви“ включва:
- Ханс Петер Адамски
- Елвира Бах
- Валтер Дан
- Мартин Кипенбергер
- А. Р. Пенк
- Райнер Фетинг
- Бернд Цимер